# Alfred Angerer

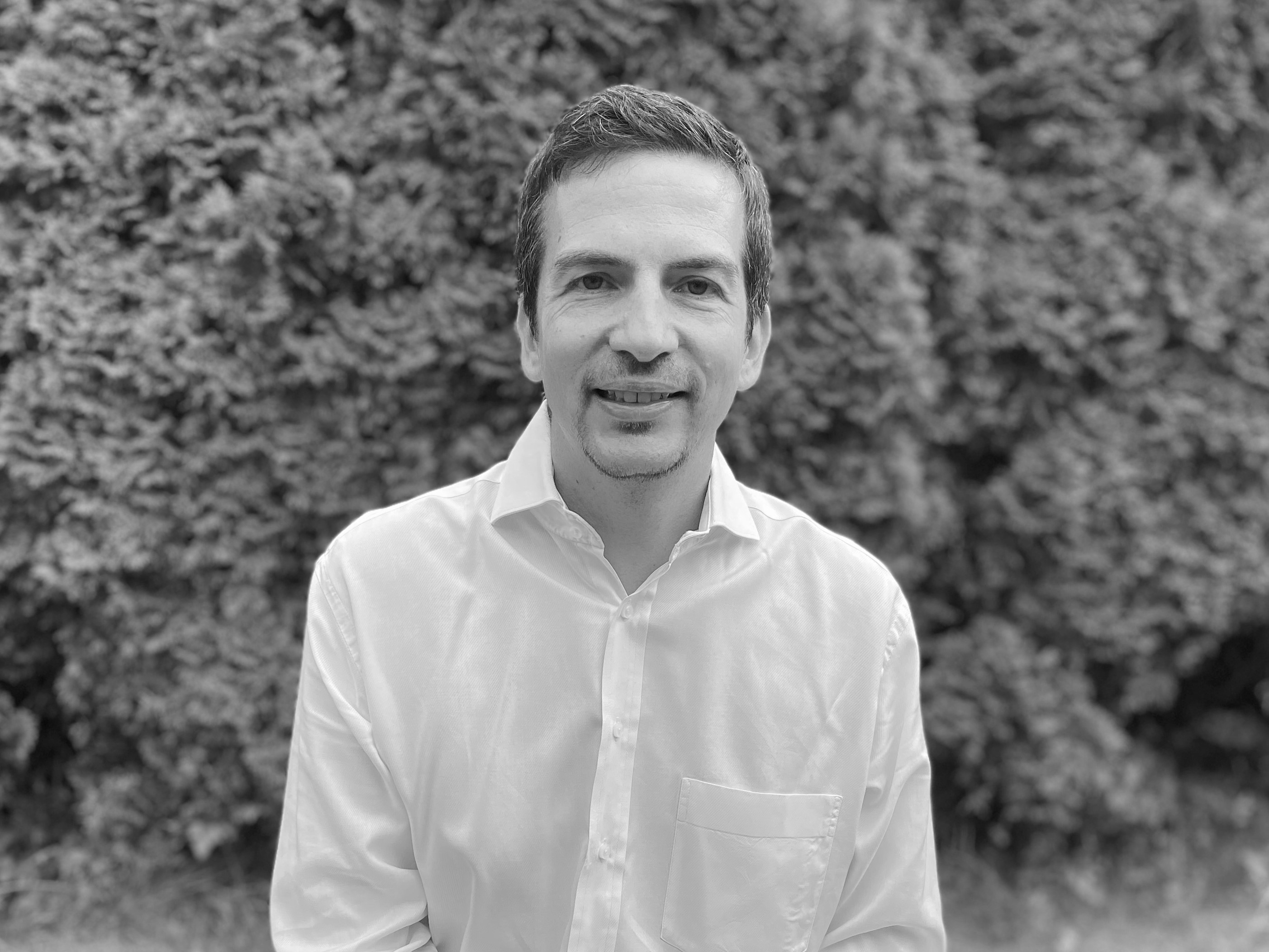
Alfred Angerer

Alfred Angerer (* 1974 in Puebla, Mexiko) ist ein österreichischer Professor für Gesundheitsökonomie an der Zürcher Hochschule für Angewandte Wissenschaften und leitet dort die Fachstelle Management im Gesundheitswesen am Departement School of Management and Law in Winterthur, Schweiz.

## Werdegang
Angerer besuchte das Bodensee-Gymnasium in Lindau bis 1995 und studierte Wirtschaftsingenieurwesen am Karlsruher Institut für Technologie (bis 2001). An der Universität St. Gallen promovierte er 2006 zum Thema automatische Bestellsysteme im Handel.
Nach Arbeitsstellen bei Nestlé Deutschland im Supply Chain Management und als Unternehmensberater für McKinsey & Company ist er seit 2009 als Dozent bei der ZHAW beschäftigt. Seine Forschungsprojekte beschäftigen sich mit den Themen Digital Health und Lean im Gesundheitswesen. In seinem Podcast „Marktplatz Gesundheitswesen“ interviewt er Experten zum Thema BWL im Gesundheitswesen.

## Publikationen (Auszug)
- Alfred Angerer: „The impact of automatic store replenishment on retail: Technologies and concepts for the out-of-stocks problem“. Wiesbaden: Deutscher Universitätsverlag, 2006. ISBN 978-3-8350-0302-6
- Alfred Angerer, Eva Hollenstein, und Florian Liberatore: „Das Schweizer Spitalwesen: eine Managementperspektive“. Winterthur: Winterthurer Institut für Gesundheitsökonomie, 2016. ISBN 978-3-03870-007-4, hdl:11475/1192.
- Alfred Angerer, Robin Schmidt, Clemens Moll, Lynn Eva Strunk, und Urs Brügger. „Digital Health – Die Zukunft des Schweizer Gesundheitswesens“. Winterthur: Winterthurer Institut für Gesundheitsökonomie, 2017. ISBN 978-3-03870-010-4, hdl:11475/1458.
- Alfred Angerer, Tim Brand, Thomas Drews, Eva Hollenstein, Florian Liberatore, Katja Rüegg, Robin Schmid, und Christophe Vetterli. „LHT-BOK Lean Healthcare Transformation Body of Knowledge. Edition 2018-2019“. Zürich: CreateSpace, 2018. ISBN 978-1-7242-5686-7
- Alfred Angerer, und Florian Liberatore. „Management im Gesundheitswesen: die Schweiz“. Berlin: Medizinisch Wissenschaftliche Verlagsgesellschaft, 2018. ISBN 978-3-95466-396-5
- Alfred Angerer, Christian Russ, Sabine Ultsch: „Digital Health – Revolution oder Evolution? Strategische Optionen im Gesundheitswesen“. Winterthur: ZHAW School of Management and Law, 2019, hdl:11475/18267.
- Alfred Angerer, Tim Brand, Ines Gurnhofer, Oliver Mattmann, Isabelle Juchler, Rutger Martens: „Lean-Exzellenz im OP Management: Effektive und effiziente Prozesse im OP“. Berlin: Medizinisch Wissenschaftliche Verlagsgesellschaft, 2020. ISBN 978-3-95466-552-5
- Alfred Angerer, Eva Hollenstein, Christian Russ: „Der Digital Health Report 21/22 – Die Zukunft des Schweizer Gesundheitswesens“. Winterthur: ZHAW School of Management and Law, 2021, hdl:11475/23117.
- Alfred Angerer (Hrsg.): „New Healthcare Management – 7 Erfolgskonzepte für das Gesundheitswesen“. Berlin: Medizinisch Wissenschaftliche Verlagsgesellschaft, 2021. ISBN 978-3-95466-654-6